# Rohatec zastávka
Rohatec zastávka – przystanek kolejowy w miejscowości Rohatec, w kraju południowomorawskim, w Czechach. Znajduje się na linii kolejowej Brzecław – Przerów. Znajduje się na wysokości 190 m n.p.m..
Na przystanku nie ma możliwości zakupu biletu, a obsługa podróżnych odbywa się w pociągu.

## Linie kolejowe
- 330 Přerov - Břeclav
- 343 Hodonín - Veselí nad Moravou - Vrbovce